# Lukácsháza
Lukácsháza is een plaats (község) en gemeente in het Hongaarse comitaat Vas. Lukácsháza telt 1023 inwoners (2001).